# Спорт в Ботевград
В Ботевград има изградени многофункционална спортна зала, футболен стадион и други спортни съоръжения, в които се тренират баскетболните, футболните и други спортни клубове в града.

## Спортни съоръжения

### Зала „Арена Ботевград“
Зала „Арена Ботевград“ е многофункционална спортна зала, която работи целогодишно и приема състезания по различни видове спорт – баскетбол, волейбол, бокс, таекуон-до, акробатика, приложно колоездене, борба. Намира се на ул. „Захари Стоянов“ № 2.

### Стадион „Христо Ботев“
Стадионът работи целогодишно и на него се практикува футбол и лека атлетика на прилежащата писта. Намира се непосредствено до Арена Ботевград. От изключителна нужда на ботевградчани е построяването на зала, в която да се практикува лека атлетика

### Зала „Георги Христов“
Спортната зала е предназначена основно за баскетбол. Работи целогодишно в непосредствена близост до нея е хотел „Балкан“. Намира се на бул. „България“ № 20.

### Ледена пързалка
Ледената пързалка има нестандартни размери 35/15 метра. Използва се за тренировки по хокей на лед, фигурно пързаляне и свободно пързаляне. Работи от 15 септември до 1 юли. Намира се до спортна зала „Георги Христов“.

### Закрит плувен басейн
Закритият плувен басейн се намира в ОУ „Васил Левски“. В комплекса има фитнес, сауна и зала за тренировки по бойни спортове. Комплексът работи от 15 септември до 15 юни.

### Открит плувен басейн
Откритият плувен басейн се намира до Арена Ботевград. Работи само през лятото – от 15 юни до 1 септември.

### Открити тенис кортове
Тенис кортовете работят от 1 април до 1 ноември. Намират се непосредствено до Арена Ботевград и открития басейн.

### Открити баскетболни площадки
Баскетболните площадки се намират до зала „Георги Христов“. Разположени са 4 баскетболни терена с модерна настилка.

## Спортни отбори

### Баскетболен клуб „Балкан“
Мъжки професионален отбор „Балкан“ участва в Републиканското първенство. Той е 6-кратен шампион на България и 4 пъти носител на „Купа България“.

### ДЮШ „Балкан“
Школата разполага с юноши, девойки, кадети до 16 г., кадетки до 16 г., момчета и момичета до 14 г., минибаскетбол отбори и бейбибаскет отбори – общо 200
деца. Те са многократни шампиони на България в различните възрастови групи.

### ФК Балкан 1929
Мъжкият отбор участва в Трета лига на България. Детско-юношеската школа на отбора разполага с деца, младежи и юноши – общо 120 деца.

### Клуб по спортна акробатика Балкан
Клубът участва в Републиканското първенство. В него тренират 50 деца.

### Таекуон-до СУНГ РИ
Клубът участва в Републиканското първенство. В него тренират 80 деца.

### Таекуон-до ТАЕК КИОН
Клубът участва в държавното първенство на България. В него тренират 70 деца.

### Клуб по борба Балкан
Клубът се състезава в държавния шампионат. С борба се занимават 40 деца.

### Клуб по бокс Балкан
Боксът е нов спорт за Ботевград, но набира популярност. В клуба тренират около 30 деца.

### Клуб по лека атлетика Балкан
В клуба са обхванати и тренират в различни дисциплини 40 момчета и момичета.

### Клуб по хокей на лед Балкан
Клубът е създаден през 2016 г. Участва в държавното първенство в следните възрастови групи: до 10 години; до 12 години; до 14 години и до 16 години. През сезон 2019/20, хокеистите на ХК Балкан до 10 години, печелят държавното първенство без загубен мач и без равенство, с което стават шампиони на България.

## Моделизъм
По времето на социализма в Ботевград, както и в цялата страна, се основават кръжоци по основните видове моделизъм – авиомоделизъм, автомоделизъм, корабомоделизъм и ракетомоделизъм. Печелят се няколко медала на републикански първенства по корабомоделизъм. След демократичните промени и спиране на държавното финансиране, моделизмът замира.

## Турнири и състезания
Ботевград е домакин на мъжкия национален отбор по баскетбол. В Арена Ботевград се провеждат европейски и световни квалификации по баскетбол. В града се провеждат още:
- Републикански първенства по баскетбол за подрастващи;
- Балканска купа по баскетбол за подрастващи;
- Републиканско първенство по акробатика;
- Републиканско първенство по бокс.